# نحن آل ميلر
نحن آل ميلز (بالإنجليزية: We're the Millers) هو فيلم كوميدي أميريكي من إخراج روسون مارشال، وبطولة جينيفر أنيستون، جاسون سوديكس، إيما روبرتس، وويل بورترس، صدر الفيلم في الولايات المتحدة في 7 أغسطس 2013 بواسطة وارنر برذرز ونيو لاين سينما.

## القصة
ديفيد بيرك (سوديكيس) بعد أن يقوم ثلاثة لصوص بسرقة بضاعته ونقوده يجد نفسه غارقاً في الديون مع براد (إد هيلمز) صديقة في العمل. ومن أجل محو ديونه والنجاة بحياته، على ديفيد أن يصبح مهرباً لصالح براد وأن يجلب له شحنة مخدرات من المكسيك، فيستعين ديفيد بمجموعة من جيرانه، سينسيل (جينيفر أنيستون). يؤكد ديفيد لهم أنه وضع خطة مضمونة، وهذا بأن يدعون جميعاً بأنهم عائلة تستقل سيارة إعاشة في طريقها إلى قضاء عطلة سعيدة. ولكن خلال رحلتهم تتعقد الأمور إلى حد لم يتخيلوا.

## روابط خارجية
- مقالات تستعمل روابط فنية بلا صلة مع ويكي بيانات